# 北千葉道路

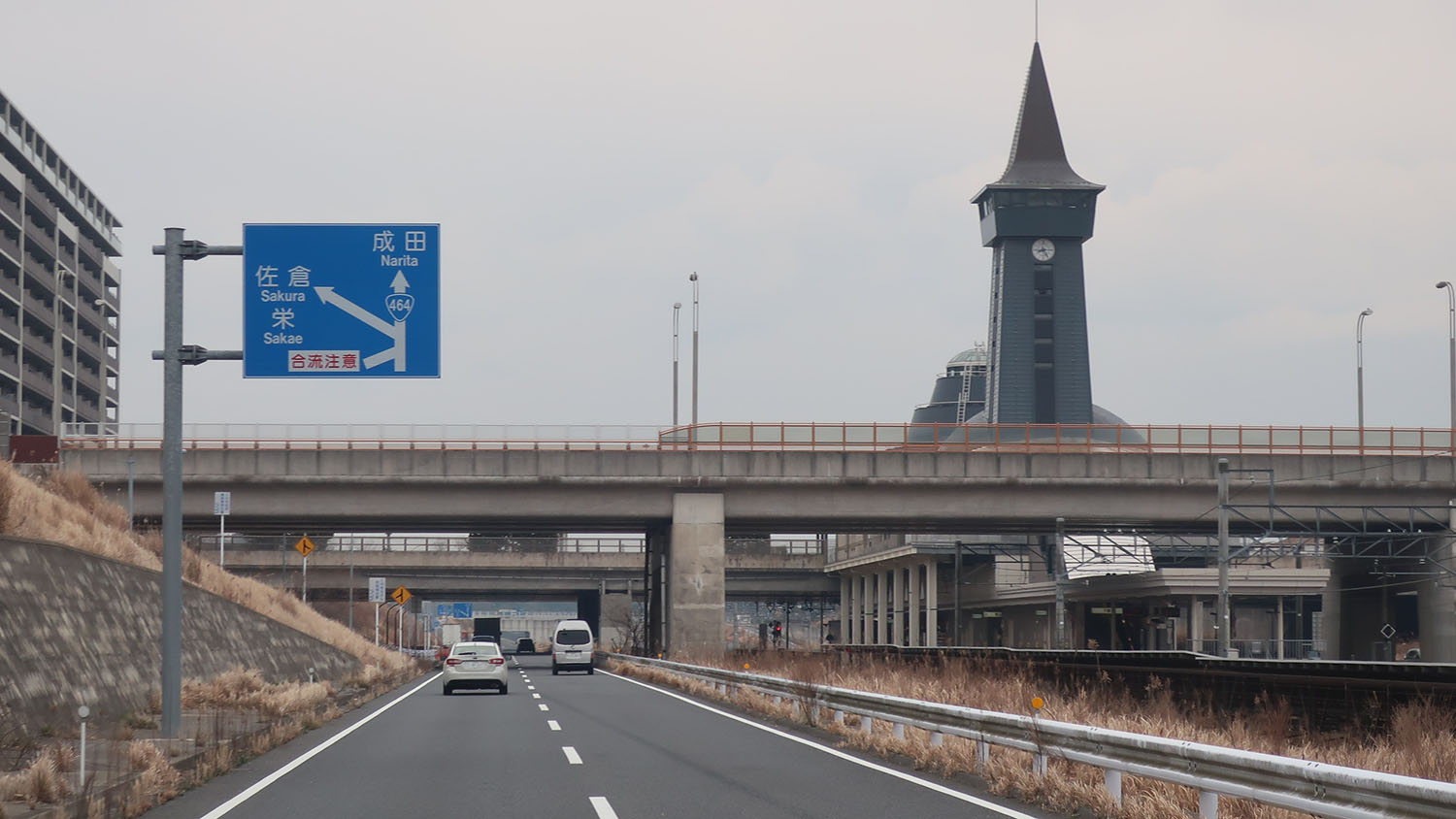
北千葉道路（国道464号 新バイパス）
なお、画像の左側から合流する道路が旧バイパス
千葉県印西市萩原

北千葉道路（きたちばどうろ）は、千葉県市川市から同県成田市を結ぶ延長約45キロメートル（km）の一般国道464号のバイパスである。1994年12月16日に地域高規格道路の候補路線に指定された。起点側の約15kmについて、2018年1月から環境影響評価の手続きが開始された。

## 概説
千葉県東葛飾地域と千葉県成田地域を結ぶ道路である。2001年8月28日に開かれた第3回都市再生本部第二次決定にて、「首都圏北部と成田空港間のアクセス時間を大幅に短縮する新たな道路アクセスルートとして、東京外かく環状道路の東側区間の早期整備と北千葉道路の計画の早期具体化」として、都市再生プロジェクトに位置づけられている。そのうち、印西市鎌苅北交差点 - 成田間は、延長約13.5km（新規事業化）の4車線道路である。
現時点では、千葉ニュータウン内（鎌ケ谷市・鎌ケ谷消防署交差点から印西市・鎌苅北交差点）の一般部と印西市鎌苅北交差点から成田市押畑までが整備済となっており、鎌ケ谷市以西（市川市 - 鎌ケ谷市区間）および成田市押畑から成田市大山は未整備区間となっている。印西市鎌苅北交差点から成田市の区間は成田高速鉄道アクセス（成田スカイアクセス線）との一体的な整備が進められている。
- 北千葉道路整備の効果
  - 千葉NT中央駅前 - 成田駅前間 現状：43分 整備後：25分に短縮される予定。
  - 柏市 - 成田空港間 現状：120分 整備後：90分に短縮される予定。

### 環境影響評価
市川市（東京外環道との接続点）から船橋市（国道16号との接続点）までの間について、2018年1月に計画段階環境配慮書が公告縦覧された。これに基づき、環境大臣、千葉県および国交大臣の意見が2018年4月16日までに提出された。道路のルート自体は、次項の「市川 - 鎌ケ谷間」の既に計画決定されている都市計画道路（ただし現在の計画幅員は40メートルであり、構造は平面構造）と同じであるが、北千葉道路の構造は、専用部と一般部から成る複断面の道路として計画されている。
2018年8月14日には環境評価方法書の公告縦覧が開始された。そのあらましは8ページのパンフレットに示されている。

## 事業計画概要
東京外環自動車道の北千葉ジャンクション（JCT、仮称） - 鎌ヶ谷 - 国道16号までの区間（約15キロメートル）については、有料道路かつ自動車専用道路とすることが提案された。構造的には、北千葉JCTから2キロメートルの区間は、外環との連続性を考慮して掘割構造又はトンネル構造とし、これ以東の区間7キロメートルについては高架構造となる。そのルートは、通過する市において既に都市計画決定されている道路（ただし、幅員40メートルの一般道路）をそのまま踏襲している。ただし、新しい幅員とその構成は方法書においては示されておらず、代表的な断面図が模式的に示されているのみである。
区間別の概要は次のとおり。いずれも専用部は第1種第3級、設計速度80 km/hであり、一般部は第4種第1級、設計速度60 km/hである。
- 北千葉JCT - 松戸市秋山付近（約2キロメートル）：掘割構造又はトンネル構造・自動車専用道路・有料道路 + 一般道路（一般国道）
- 松戸市秋山付近 - 鎌ケ谷（約7キロメートル）：高架構造・自動車専用道路・有料道路 + 一般道路（一般国道）
- 鎌ケ谷 - 国道16号（約6キロメートル）：一般部は供用済み。専用部は、高架構造・自動車専用道路・有料道路。一般部と専用部との一体構造
- 国道16号以東：一般部は供用済みである。専用部は千葉ニュータウン内の区間が掘割構造の一般国道で供用済みであるが、それ以外の区間については整備手法などは未定である。

### 市川 - 船橋
前項のとおり、北千葉道路（専用部4車線+一般部4車線）の位置は、下記の既存都市計画道路の位置と同一である。ただし、幅員は未定である。
- 未整備区間（2018年現在）
  - 市川市においては3・1・4稲越国府台線、3・1・5大町線として都市計画決定済[11]。計画幅員は40メートル。
  - 松戸市においては3・1・3高塚新田線、3・1・4串崎新田線として都市計画決定済[12]。計画幅員は40メートル。
  - 鎌ヶ谷市においては3・1・1北千葉鎌ケ谷線として都市計画決定済[13]。計画幅員は40メートル。
- 粟野バイパス区間
  - 1期区間（主要地方道船橋・我孫子線から市道4号線の0.8キロメートル）は、計画幅員60 - 63.5メートルのうち、12メートルのみを先行して事業中。
  - 2期区間（市道4号線から国道464号までの0.9キロメートル）は、計画幅員40 - 63.5メートルのうち、12メートルのみを先行して計画中。

#### インターチェンジなど（専用部）
- 全区間千葉県内に所在。
- 名称は仮称。

| IC 番号                  | 施設名           | 接続路線名                              | 起点 から （km） | 備考   | 備考                | 所在地   |
| ------------------------ | ---------------- | --------------------------------------- | ---------------- | ------ | ------------------- | -------- |
| 高速北千葉線（候補路線） |                  |                                         |                  |        |                     |          |
| -                        | 北千葉JCT        | C3 東京外環自動車道                     | 0.0              | 事業中 |                     | 市川市   |
| -                        | 松戸市川西IC     | 国道464号（北千葉道路一般部）           | 1.9              | 事業中 | 北千葉JCT方面出入口 | 松戸市   |
| -                        | 松戸市川東IC     | 国道464号（北千葉道路一般部）           |                  | 調査中 | 成田方面出入口      | 市川市   |
| -                        | 鎌ケ谷西IC       | 国道464号（北千葉道路一般部）           |                  | 調査中 | 北千葉JCT方面出入口 | 鎌ケ谷市 |
| -                        | 鎌ケ谷東IC       | 国道464号（北千葉道路一般部）           |                  | 調査中 | 成田方面出入口      | 鎌ケ谷市 |
| -                        | 白井IC           | 国道464号（北千葉道路一般部）           |                  | 調査中 | 北千葉JCT方面出入口 | 白井市   |
| -                        | （船橋市小室町） | 国道16号、国道464号（北千葉道路一般部） |                  | 調査中 |                     | 船橋市   |

### 鎌ケ谷 - 印西市鎌苅北交差点（千葉ニュータウン内）
- 一般部（平面部）は整備済みである。
- 成田空港へのアクセス道路整備の一環で、この区間のバイパス整備が進められている[16]。鎌ケ谷市新鎌ケ谷 - 印西市鎌苅北交差点（千葉ニュータウンエリア）では本道路一般部、および北総線に並行している本道路専用部を建設。事業主体は都市再生機構であり、特定公共事業という形で整備する。
- 2012年5月25日、白井市谷田から印西市の印西牧の原駅付近までの6.5キロメートルが開通。しかし、渋滞対策として整備されたバイパス道路がランプ付近を中心にかえって混雑を招き、開通1週間後には暫定的に区間途中にある草深ランプ（印西市原山2丁目地先）閉鎖や側道部の車線を引き直す緊急対策を行う事態になった[17]。
- 2014年7月15日、印西市印西牧の原駅付近から印西市鎌苅までの掘割部4車線3.5キロメートルが開通。これに伴い、閉鎖されていた草深ランプの成田方面入り口に限って開放された。
- 2017年2月19日、千葉ニュータウン内の掘割部4車線区間にて、千葉県内では初となる70km/hへの最高時速の引き上げを実施。
- 2018年2月21日、草深オフランプ（鎌ヶ谷方向への出口）の改良工事が終了し、閉鎖が解除された[18]。

### 印西市鎌苅北交差点 - 成田
- 事業名：一般国道464号北千葉道路（印旛 - 成田）[19]
- 事業が実施されるべき区域
  - 起点：千葉県印西市若萩地先
  - 終点：千葉県成田市大山地先
  - 主な経由地：印西市吉高地先、成田市北須賀地先、松崎地先、押畑地先
- 事業の規模：延長約13.5キロメートル（印西市：約3.9キロメートル、成田市：約9.6キロメートル）
- 車線数：4車線
- 区分：第3種第1級
- 道路構造令に基づく設計速度：毎時80キロメートル（一般道路として整備されるので、規制速度は千葉県公安委員会が道路の実情を踏まえて決定する）
- 道路構造の概要
  - 地上部：盛土、切土、橋梁
  - 地下部：開削トンネル
- 工事計画概要
  - 地上構造が主体
  - 地上部：盛土工、切土工、橋梁工
  - 地下部：開削トンネル工
- 全体事業費
  - 559億円
- 計画交通量
  - 28,800台/日
- 工事主体
  - 千葉県主体区間：印西市若萩から国道464号（成田市北須賀）間、4.2キロメートル、および国道408号（成田市押畑）から国道295号（成田市大山）間、約3.7キロメートル
  - 国土交通省主体区間：国道464号（成田市北須賀）から国道408号（成田市押畑）間、約5.6キロメートル

## 歴史

### 沿革
- 1967年（昭和42年）：市川市（北千葉JCT） - 印西市（旧印旛村）間が都市計画決定。
- 1993年（平成5年）4月：松戸市 - 成田市間が一般国道464号に指定。
- 1994年（平成6年）：地域高規格道路の候補路線に指定。
- 2005年（平成17年）12月27日：印西市（旧印旛村） - 成田市間が都市計画決定。
- 2006年（平成18年）2月4日：一部区間（印西市若萩 - 成田市押畑）起工。
- 2012年（平成24年）5月25日： 一部開通。開通区間は白井市谷田地先 - 印西市印西牧の原駅付近（約6.5キロメートル）、及び印西市印旛日本医大駅付近（約0.8キロメートル）。
- 2013年（平成25年）5月31日：成田市北須賀 - 成田市船形間（1.8キロメートル）暫定2車線開通[20]。
- 2014年（平成26年）7月15日：印西市印西牧の原駅付近 - 印西市鎌苅間（3.5キロメートル）掘削部4車線開通[21]。
- 2017年（平成29年）2月19日：印西市若萩地先 - 成田市北須賀地先（約4.2キロメートル）を暫定2車線（完成4車線予定）にて開通[22]。同時に、北総線掘割内に敷設された千葉ニュータウン地区専用部の最高時速を70km/hに引き上げ[23]。
- 2018年（平成30年）1月：環境影響評価の手続きが開始。1月に配慮書が公告縦覧され、8月14日に方法書が公告縦覧された[24]。
- 2019年（平成31年）3月3日 ： 成田市船形 - 成田市押畑間（3.8キロメートル）暫定2車線開通[25]。
- 2021年（令和3年）
  - 1月12日 : 千葉県県土整備部都市整備局都市計画課が北千葉道路に係る都市計画を変更[26]。
  - 2月26日 ： 関東地方整備局首都国道事務所が、未整備区間「市川・松戸」の事業化に向けた直轄調査結果を千葉県に送付[27][28]。
  - 年度内：未整備区間「市川・松戸」の3.5kmが新規事業化[14]。
- 2024年（令和6年）12月20日 : 市川市堀之内 - 大町の約3.2kmについて、都市計画事業承認・認可の告示[29]。

## 北千葉道路連絡調整会議
千葉県道路協議会のもとに国土交通省 / 千葉県 / 市川市 / 松戸市 / 鎌ヶ谷市から成る北千葉道路連絡調整会議が設けられている。

## 北千葉道路建設促進期成同盟
期成同盟構成団体
- 成田市・鎌ケ谷市・市川市・船橋市・松戸市・印西市・白井市

賛助会員
- 千葉県企業土地管理局ニュータウン整備課（旧・千葉県企業庁）・都市再生機構首都圏ニュータウン本部千葉業務部

## 道路建設事務所
- 千葉県北千葉道路建設事務所
  - 千葉県成田市赤坂二丁目1-14 そよら成田ニュータウン（旧ボンベルタ成田店） アネックスB棟3階